# مصطفی اوصالح
مصطفی اوصالح (انگلیسی: Mustapha Oussalah؛ زادهٔ ۱۹ فوریهٔ ۱۹۸۲) بازیکن فوتبال اهل مراکش است.
از باشگاه‌هایی که در آن بازی کرده‌است می‌توان به باشگاه فوتبال استاندارد لیژ، باشگاه فوتبال اوپن، و باشگاه فوتبال خنت اشاره کرد.
وی همچنین در تیم ملی فوتبال مراکش بازی کرده‌است.